# Miguel Diloné
Miguel Ángel "Guelo" Diloné Reyes (Santiago, 1 de noviembre de 1954) es un ex jardinero izquierdo dominicano que jugó en las Grandes Ligas de Béisbol. Diloné Jugó 12 temporadas militando en los equipos Piratas de Pittsburgh, Atléticos de Oakland, Cachorros de Chicago, Indios de Cleveland, Medias Blancas de Chicago, Expos de Montreal y Padres de San Diego.
Diloné comenzó su carrera un septiembre de 1974 a la edad de 19 años. Fue utilizado principalmente como corredor emergente por los Piratas de Pittsburgh, y contó con 21 bases robadas en cuatro temporadas.
En 1978 fue cambiado a los Atléticos donde se robó 50 bases, pero en 1980 fue la mejor temporada de su carrera donde bateó .341, tuvo 30 dobles, 9 triples y 61 bases robadas con los Indios.
Diloné terminó su carrera con 267 bases robadas.
Miguel también fue famoso por su táctica de "swing-and-run"  que consistía en salir de manera abrupta de la caja mientras hacía swing con el bate.

## Liga Dominicana
Diloné (conocido como "La Saeta" en la liga) militó 19 temporadas para las Águilas Cibaeñas (1972-73 / 1993-94) destacándose en el robo de bases. Terminó con un récord de 875 hits, 395 bases robadas, 496 carreras anotadas y 41 triples. Además fue dirigente del equipo llevándolos a ganar el campeonato de 1992-1993. 
Su estilo de correr las bases hizo famosa la frase "Como marcha Diloné, marchan las Águilas".
Diloné también ha sido dirigente de los Leones del Escogido y Gigantes del Cibao.

## Incidente
En 2009, Diloné perdió un ojo cuando una pelota bateada de foul le golpeó en la cara en el momento que estaba dando práctica a un prospecto en un estadio amateur de su país (Estadio Villa Olga en Santiago de los Caballeros).